# Ludwig Jürgens
Ludwig Jürgens (* 8. August 1893 in Hamburg; † 26. Dezember 1966 ebenda) war ein deutscher Schriftsteller.

## Leben

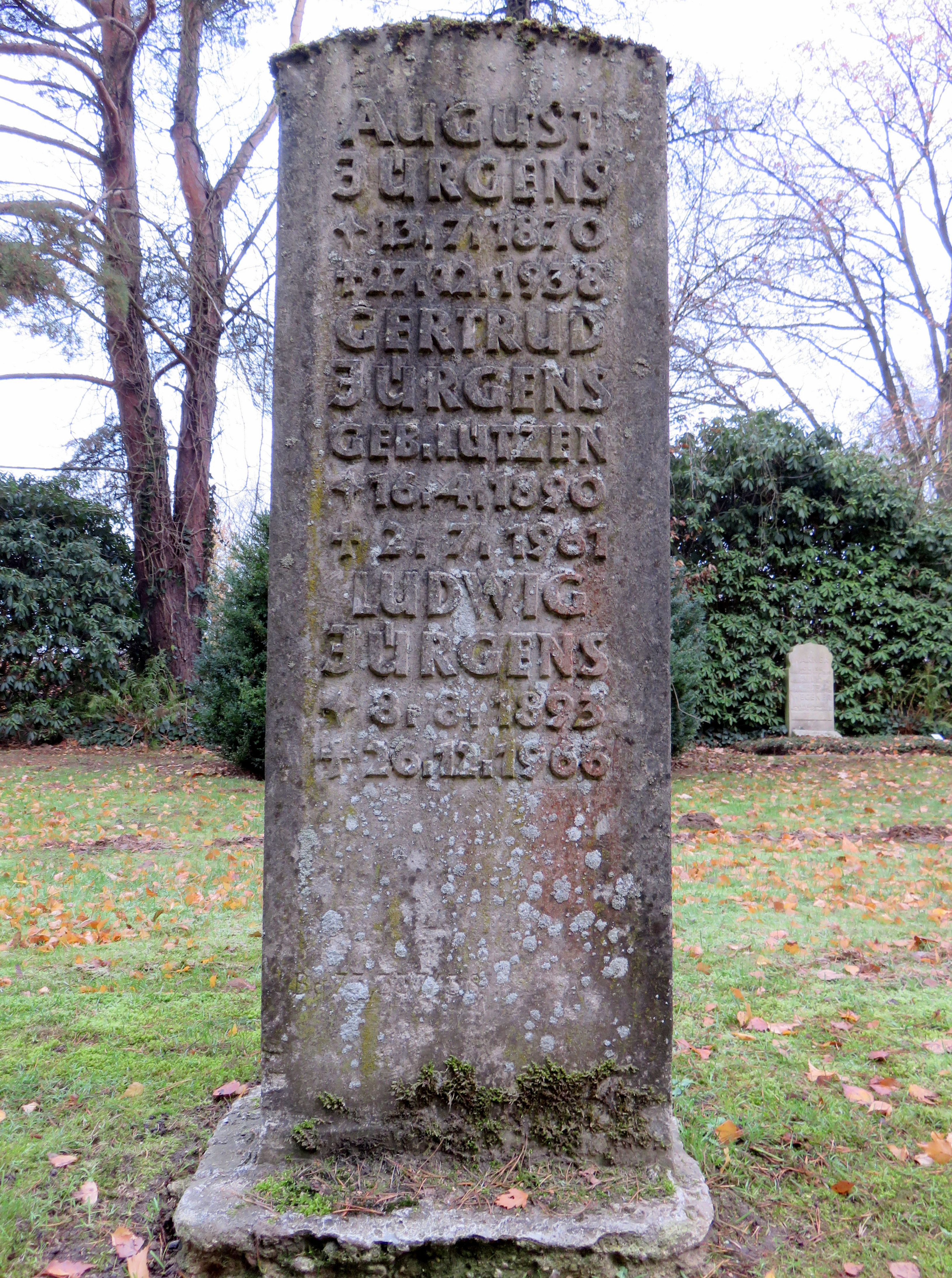
Grab Ludwig Jürgens auf dem Friedhof Ohlsdorf

Ludwig Jürgens absolvierte nach dem Besuch der Volksschule eine kaufmännische Lehre. Er war bis 1928 als kaufmännischer Angestellter tätig, danach lebte er als freier Schriftsteller in Hamburg. Jürgens war verheiratet mit der Schriftstellerin Gertrud Jürgens-Lützen.
Ludwig Jürgens war Verfasser von Romanen, Erzählungen und Gedichten; er veröffentlichte sowohl Werke in hochdeutscher Sprache als auch solche in Hamburger Platt. Seinen größten Erfolg erzielte er mit dem 1932 erschienenen Hamburg-Roman Stadt im Seewind, von dem bis Mitte der Fünfzigerjahre über 80.000 Exemplare verkauft wurden.
Ludwig Jürgens wurde auf dem Ohlsdorfer Friedhof in Hamburg im Planquadrat Bq 73 an der Sorbusallee nahe Einfahrt Bramfeld beigesetzt.

## Werke in hochdeutscher Sprache
- Gerichtsgestalten, Celle 1925
- Sankt Pauli, Hamburg 1930
- Stadt im Seewind - Roman , Hans Köhler, Hamburg 1932
- Kehrwieder, Hamburg 1933
- Unser täglich Brot, Hamburg 1935
- Anna-Susanna, Hamburg 1936
- Glück auf der Waage, Hamburg 1938
- Peter Lührs, Hamburg 1940
- Werden und Reifen, Hamburg 1943
- Inge. Dolores, Hamburg 1946

## Werke in niederdeutscher Sprache
- Sünnkringel un Regendrüppen, Hamburg 1925
- Dree Mann in Heben un annere Biller, Hamburg 1929
- Oodje Keunig un annere Geschichten von de Woterkant, Hamburg 1930
- Schoster Pickenpack un annere Soken for vergneugte Minschen, Hamburg 1930
- Teihn lütte Buttjes, Hamburg 1933
- Een wunnerscheun Dag, Hamburg 1956